# Fahrzeugausweis

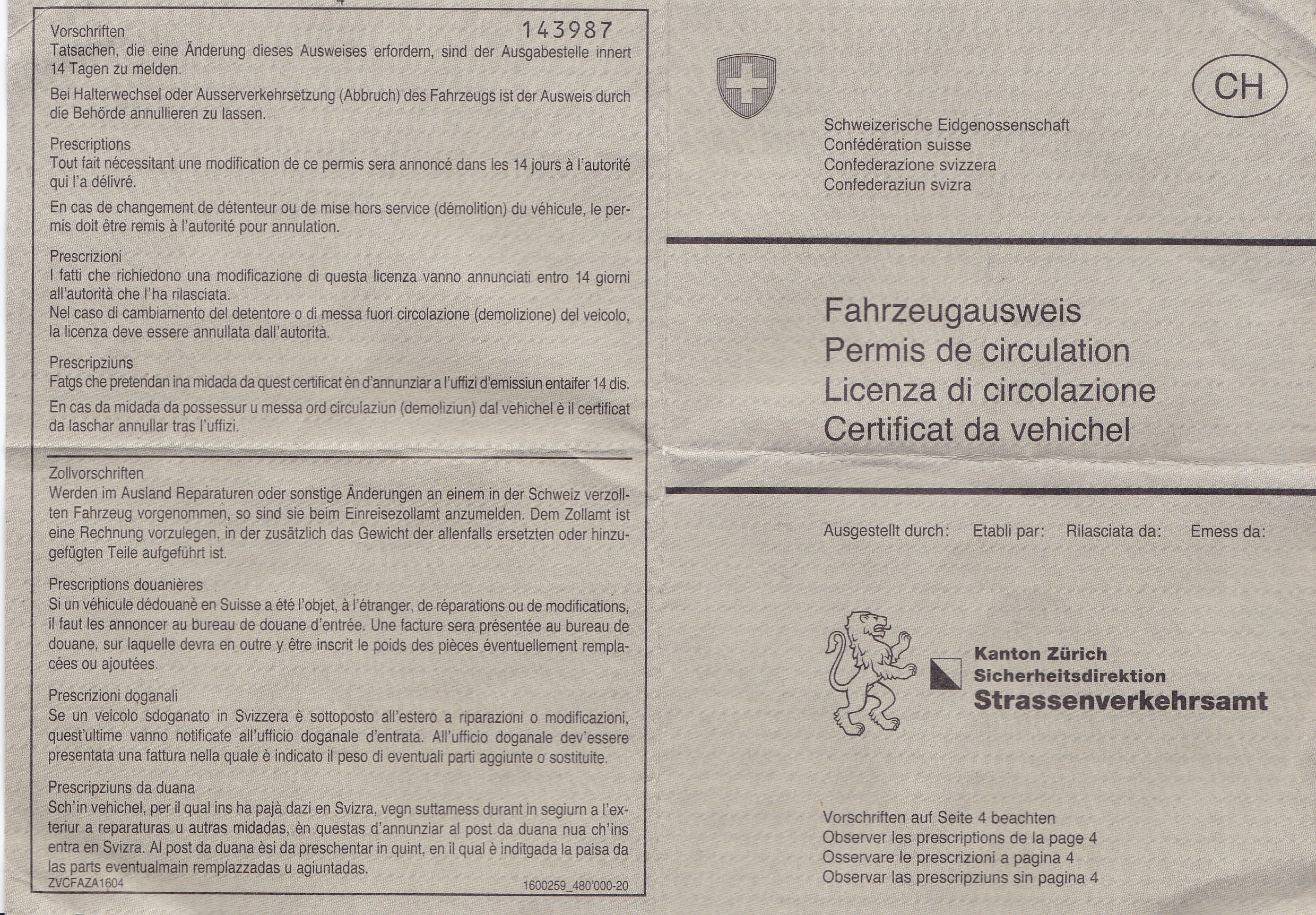
Aussenseite

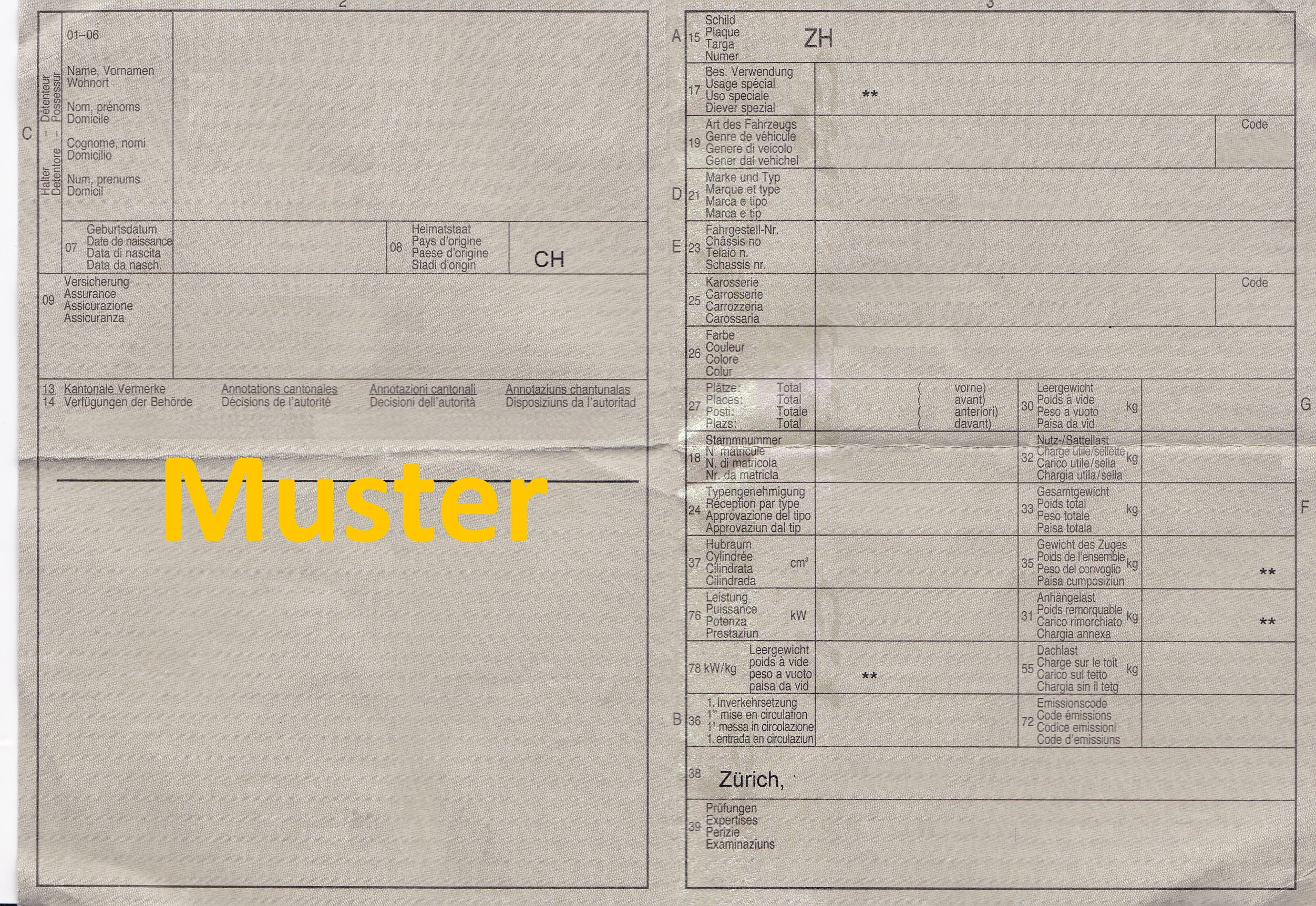
Innenseite, neutralisiert

Der schweizerische bzw. liechtensteinische Fahrzeugausweis ist eine amtliche Urkunde über die Zulassung von Fahrzeugen zum Strassenverkehr.
Der Fahrzeugausweis weist nach, dass das Fahrzeug den Bedingungen des Artikels 11 des Strassenverkehrsgesetzes (SVG), somit den Vorschriften und der Verkehrssicherheit entspricht (Art. 71 Abs. 1 Buchstabe b. Verkehrszulassungsverordnung (VZV)) und dass die vorgeschriebene Haftpflichtversicherung (Art. 71 Abs. 1 Buchstabe a. VZV) besteht. Zusätzlich steht der Fahrzeugausweis dafür, dass das Fahrzeug zur Inverkehrssetzung freigegeben ist.
Der Fahrzeugausweis nennt zudem den (für die Betriebssicherheit zuständigen) Halter des Fahrzeugs. Dies kann eine natürliche oder eine Juristische Person sein, die bei einem Einwohneramt amtlich mit einer Wohn- oder Firmenadresse gemeldet sein muss. Ohne Wohn- resp. Firmensitzbescheinigung des Einwohneramts kann kein Fahrzeug zugelassen werden; auf eine Proforma-Einwohneranmeldung (mit einer Sozialdienst-Adresse der Einwohnergemeinde o. ä.) werden keine Fahrzeugausweise ausgestellt.

## Rechtliches
Die Ausstellung des Fahrzeugausweises kann verweigert werden, wenn die oben genannten Voraussetzungen nicht gegeben sind. Ausserdem kann der Fahrzeugausweis verweigert werden, wenn eine entsprechende Haftpflichtversicherung nicht besteht oder der Halter die Verkehrssteuern nicht bezahlt hat.
Der Fahrzeugausweis stellt ebenso wie vergleichbar in Deutschland die Zulassungsbescheinigung Teil I und II keinen Nachweis über die Eigentümereigenschaft dar.
Rechtsgrundlagen sind die Verkehrszulassungsverordnung (VZV), die Verkehrsversicherungsverordnung (VVV) sowie die Verordnung über die technischen Anforderungen an Strassenfahrzeuge (VTS).

## Erteilungsverfahren
Der Fahrzeugausweis wird vom Standortkanton (in der Regel der Kanton, wo der Halter sein Domizil hat) erteilt, wenn die gültige Versicherungsbestätigung vorliegt und bei schweizerischen Fahrzeugen der Prüfbericht 13.20 A vorgelegt wird; dieser weist die Verzollung ins Schweizerische Zollgebiet nach. Bei ausländischen Fahrzeugen muss der Prüfbericht 13.20 A mit einem Zollstempel des Bundesamtes für Zoll und Grenzsicherheit oder einer Zollbewilligung versehen sein.
Bei bereits immatrikulierten Fahrzeugen muss der alte Fahrzeugausweis vorgelegt werden.

## Arten
- Fahrzeugausweis für die ordentliche Zulassung von Motorfahrzeugen oder Anhängern
- Fahrzeugausweis für die provisorische Zulassung von Motorfahrzeugen oder Anhängern (beispielsweise Exportschilder, vergleichbar mit den deutschen Ausfuhrkennzeichen)
- Tagesausweis für Motorfahrzeuge oder Anhänger (entspricht dem deutschen gelben Kurzzeitkennzeichen)
- Kollektiv-Fahrzeugausweis für die Zulassung von Motorfahrzeugen oder Anhängern von Unternehmungen des Motorfahrzeuggewerbes (umgangssprachlich "Garagenschilder", entspricht dem deutschen roten Händlerkennzeichen)
- Ausweis für Ersatzfahrzeuge (wenn z. B. das ursprüngliche Fahrzeug unbrauchbar geworden ist)[4]

Art. 73 VZV

## Inhalte des Fahrzeugausweises (schweizerische Version)

### Fahrzeugspezifische Daten
- 15: zugeteiltes Kontrollschild
- 21: Marke und Typ (Hersteller und Modell)
- 23: Fahrzeugidentifikationsnummer bzw. Fahrgestellnummer
- 30: Leergewicht
- 33: Gesamtgewicht
- 55: Dachlast
- 24: EG-Typengenehmigung oder schweizerische nationale Genehmigung
- 76: Leistung
- 25: Karosserie
- 36: Erste Inverkehrsetzung
- 13 und 14: Kantonale Vermerke/technische Änderungen
- 26: Farbe
- 27: Plätze; Plätze vorne

### Halterdaten
- 01-06: Vorname und Nachname, Domizil
- 07: Geburtsdatum
- 08: Heimatstaat

### Sonstige Daten
- 09: Versicherung
- 17: Besondere Verwendung
- 39: Prüfungen (MFK)
- 72: Emissionscode
- 38: Ausstellender Kanton und Datum

## Inhalte des Fahrzeugausweises (liechtensteinische Version)

### Halterdaten
(01-06)
- C.1.1: Name
- C.1.2: Vornamen
- C.1.3: Wohnsitz
- C.4: Der Inhaber der Zulassungsbescheinigung ist gleichzeitig Halter des Fahrzeuges (entspricht dem Code C.4.a der Richtlinie)
- (07): Geburtsdatum
- (08): Heimatstaat

### Sonstige Daten
- (09): Versicherung
- (13): Amtliche Vermerke
- (14): Verfügungen der Behörde

### Fahrzeugspezifische Daten
- (15) A: Kontrollschild (FL xxx xxx)
- (17): Bes. Verwendung
- (19): Art des Fahrzeuges
- (21) D.1, D.3: Marke und Typ
- (23) E: Fahrgestellnummer
- (25) Karosserie
- (26) R: Farbe
- (27) S.1.: Plätze; Plätze vorne
- (18): Stammnummer
- (24) K: Typengenehmigung
- (37) P.1.: Hubraum in ccm
- (76) P.2.: Leistung in kW
- (78) Q: kW/kg Leergewicht
- (36) B: 1. Inverkehrsetzung
- (38) I: Ort (Vaduz) und Datum der Ausstellung
- (39): Prüfungen (MFK)
- (30) G: Leergewicht in kg
- (32): Nutz-/Sattellast in kg
- (33) F.1: Gesamtgewicht in kg
- (35): Gewicht des Zuges in kg
- (31) O.1: Anhängelast in kg
- (55): Dachlast
- (72): Emissionscode
- (63) P.3: Treibstoff

Der liechtensteinische Fahrzeugausweis entspricht somit der EU-Richtlinie 2003/127/EG über Zulassungsdokumente für Fahrzeuge.

## Kantonale Vermerke
Kantonale Vermerke sind Einträge bei (technischen) Änderungen im Fahrzeugausweis.
Beispielsweise Code 178 für „Halterwechsel verboten“ bei einem Leasingfahrzeug.